# グンダイ
グンダイ（16世紀？ - 1620年、満洲語：ᡤᡠᠨ᠋ᡩᠠᡳ、転写：Gundai、漢文：衮代）は清の太祖ヌルハチの最初の正妻である。莽塞杜諸祜の娘。後世に編纂された文献では、「継妃」あるいは「清太祖継妃」と称されている。

## 生涯
ある関連する記述によれば、グンダイの前夫は、ヌルハチの一族の兄弟である威准であったとされる。彼女は万暦13年または14年（1585年または1586年）にヌルハチに再嫁した。これは当時の女真社会で一般的に行われていた「収継婚」（亡き夫の近親者に妻を引き継ぐ風習）であった。満文の記録では、彼女のことを「jai gaiha anggasi fujin（ジャイ・ガイハ・アングシ・フジン）」と記し、これは「再嫁した寡婦の福晋（正妻）」を意味する。
グンダイは前夫との間に3人の息子をもうけた。長男は阿蘭泰柱（アランタイジュ、1583年生）、次男は崇善（スンシャン、1584年 - 1613年）、三男は昂阿喇（アングアラ、1635年に処刑された）である。再婚後、彼女はヌルハチとの間に2男1女を出産した。1587年にはヌルハチの第五子・莽古爾泰(マングルタイ)を、1590年には第三女・莽古済（モンゴジ）を、1597年には第十子・徳格類（デゲレイ）を生んだ。その後のグンダイに関する詳細な記録は残っていない。
また、富察氏は、前夫・威準の弟である望善（ワンシャン）に嫁いだ姉妹がいたとされる。

## 死去と埋葬地
天命元年（1616年）、ヌルハチは赫図阿拉でハーンを称した。『清史稿』によれば、天命5年（1620年）、グンダイは罪を犯して死去したとされている。『愛新覚羅宗譜・星源集慶』には、グンダイは天命5年（1620年）2月に死去し、赫図阿拉に埋葬されたと記されている。唐邦治が編纂した『清皇室四譜』では、「天命5年2月、金銀財宝を隠した罪で強制的に追放され、その後、莽古爾泰(マングルタイ)により殺され、赫図阿拉に埋葬された」とされている。
しかし、ヌルハチがグンダイを廃し、マンギルトゥが母を殺害したという話は、『満文老档』に記された記録とは矛盾している。『満文老档』によれば、ヌルハチの側妻であるデインゼが天命5年（1620年）3月25日、大福晋（皇后格の妻）とヌルハチの次子ダイシャン（代善）との間に不適切な関係があり、賄賂のやりとりもあったと告発した。この件が調査で確認されたため、その大福晋はその地位を廃された。学者の中には、この時に廃された大福晋はグンダイではなく、より若く当時最も寵愛されていたアバハイであるとする見解もある。なぜなら、グンダイはすでに赫図阿拉に埋葬されており、これは後金が赫図阿拉を都と定めた1619年以前に死去していたことを意味するからである。
また、マングルタイが母を殺したという話は、『満文老档』の天聡5年（1631年）8月の記述に基づいている。その中で、ヌルハチはマングルタイを次のように責めている
```
「お前はかつて母を殺し父に功を売ろうとした。そのため父はお前を末子デゲレイ（徳格類）の家に預けた。このことは皆知っている。お前はどうして私を斬ろうとするのだ？
[
6
]
」
```

この言葉の意味するところは二つある。一つは、マングルタイが実母を殺し、父ヌルハチに取り入ろうとしたということ。もう一つは、マングルタイは実際には母を殺しておらず、代わりに母を末子デゲレイの家に住まわせた、という解釈も成り立つ。
後金が都を遼陽城に移した後、天命9年（1624年）、ヌルハチは父祖の陵墓である永陵を東京（今の遼陽）に改葬した。『満洲実録』には「コンダイ皇后」および皇子チュウイン（褚英）の霊柩もともに移されたと記されている。ただし、実際には「グンダイ皇后」という表現の満文原文は「gundai fujin（コンダイ・フジン）」であり、「コンダイ福晋」を意味する。彼女はヌルハチの最初の正妻佟佳氏と同様に、正式に「皇后」として追封されたことはなかった。
天聡3年（1629年）2月、ホンタイジは瀋陽城東20里の渾河北岸・石嘴頭山のふもとで命令を下し、東京陵に葬られていた母モンゴジェジェ（孟古哲哲）福晋の柩をヌルハチと合葬するよう命じた。グンダイの柩も同じ月に福陵に追葬された。
アバハイの子である摂政王ドルゴンが政権を握っていた順治年間、順治元年（1644年）2月、コンダイは「かつて太祖（ヌルハチ）に罪を犯した」という理由で、ドルゴンらによって福陵の外へ改葬された。福陵の裏山には、墓主不明の「乳母の墓」と呼ばれる墓が存在しており、現代の民間研究者の中には、これがコンダイの墓ではないかと推測する者もいる。